# Kosteantînivka, Polohî
Kosteantînivka (în ucraineană Костянтинівка) este localitatea de reședință a comunei Kosteantînivka din raionul Polohî, regiunea Zaporijjea, Ucraina.

## Demografie
Componența lingvistică a localității Kosteantînivka
     Ucraineană (93,01%)
     Rusă (6,99%)
Conform recensământului din 2001, majoritatea populației localității Kosteantînivka era vorbitoare de ucraineană (93,01%), existând în minoritate și vorbitori de rusă (6,99%).